# Operation Entebbe
Operation Entebbe, også kendt som Entebbe-aktionen, var en redningsaktion udført af de israelske elitestyrker, Sayeret Matkal for at befri gidsler i Entebbe-lufthavnen i Uganda. Det foregik om natten den 3. juli og tidlig morgen den 4. juli 1976. Aktionen blev kaldt Operation Tordenkile (Engelsk: Operation Thunderbolt eller Operation Thunderball) af de israelske styrker, som planlagde og udførte missionen, men blev efterfølgende retroaktivt omdøbt til Operation Yonatan efter aktionslederen, oberstløjtnant Jonathan "Yoni" Netanyahu (ældre bror til den senere israelske premierminister Benjamin Netanyahu), som var den eneste israelske soldat, som omkom under aktionen.

## Kapringen
Den 27. juni 1976 tvang fire militante, to fra Folkefronten til Palæstinas Befrielse og to fra den tyske Revolutionäre Zellen, Air France Flight 139, en Airbus A300, først til landing i Benghazi i Libyen til tankning og frigivelse af de kvindelige gidsler, og senere i Entebbe-lufthavnen i Ugandas hovedstad Kampala, efter at de havde taget flyets 248 passagerer og 12 besætningsmedlemmer som gidsler. Flyet var på vej fra Tel Aviv til Paris med mellemlanding i Athen, og passagererne var for en stor dels vedkommende israelske statsborgere, ligesom en del var amerikanske og europæiske jøder. I Entebbe blev de fire militante yderligere mødt af tre andre militante, støttet af diktator Idi Amin i Uganda.
Flykaprerne forlangte, at Israel omgående skulle løslade 53 arabiske militante, som efter domme sad i primært israelske, men også europæiske fængsler. Efter landing i Ugandas hovedstad Kampalas lufthavn, Entebbe, løslod flykaprerne den franske besætning og alle ikke-jødiske passagerer, idet de beholdt 105 jødiske gidsler. Deadline for at opfylde kaprernes krav var sat til 48 timer.
Den israelske regering indvilgede i at forhandle flykaprernes krav og gik samtidig i al hemmelighed i gang med at forberede en eventuel militær aktion. Ved at indvilge i at forhandle skaffede israelerne sig tid – og en ny deadline blev sat til den 4. juli 1976.

## Forberedelsen
Mulighederne for at komme gidslerne til undsætning syntes på forhånd ikke store. Dels var afstanden fra Israel til Uganda ca. 4.000 kilometer, og dels ville chancerne for – i en evt. ildkamp – at redde gidslerne være meget små. Ikke mindst var der det store problem, at flykaprerne åbenbart nød beskyttelse af Idi Amins ugandiske tropper, som lå i en ring omkring Entebbe-lufthavnen.
Den mulige militære operation blev lagt i hænderne på brigadegeneral Dan Shomron, som senere blev stabschef for Israel Defense Forces (IDF), og den 1. juli kunne han overfor forsvarschefen og forsvarsministeren præsentere den dristige aktion i detaljer, som han var fremkommet med i samarbejde med Mossad.
Planen var baseret på en række fordele, som israelerne havde i forhold til de militante. Entebbe-lufthavnen, hvor gidslerne var tilbageholdt, var i sin tid blevet bygget af en israelsk entreprenør, hvorfor bygningsindretning og forhold i øvrigt var kendt. Yderligere var de frigivne ikke-jødiske gidsler i stand til præcist at kunne beskrive de militante, deres bevæbning og de positioner, de indtog i lufthavnsbygningen. Endelig var overraskelsesmomentet af stor betydning. Der var lille sandsynlighed for, at flykaprerne havde forberedt sig på en egentlig militær operation.
Planen indebar, at der skulle sendes elitesoldater med udstyr af sted i en C-130 Hercules – den eneste flytype, der ville kunne anvendes. Flyet lettede kl. 13.20 den 3. juli og satte kursen mod Uganda. Først efter afgangen blev den israelske regering og lederen af oppositionen, Menachem Begin, orienteret om, at flyet var på vej, og at aktionen endnu kunne stoppes, såfremt der ikke opnåedes enighed i regeringen herom. Denne enighed blev skabt efter tre timers debat, hvorefter Dan Shomron fik grønt lys til at gøre det, der skulle gøres.
Eliteenheden, der skulle redde gidslerne, var under kommando af oberstløjtnant Jonathan "Yoni" Netanyahu. Om bord på Hercules-flyet var udover soldaterne to jeeps og den nu berømte sorte Mercedes-Benz, som var af samme type som den, Idi Amin normalt lod sig køre i. To yderligere Hercules-fly lettede samtidig – med flere soldater, som havde til opgave efter landingen at ødelægge de jagerfly fra det ugandiske luftvåben, der holdt parkeret i lufthavnen. Et fjerde Hercules-fly skulle flyve gidslerne hjem.
Ud over de fire Hercules-fly bestod enheden af to Boeing 707 – det ene et transportabelt hospital, som skulle lande i Kenyas hovedstad, Nairobi, samt – på den første tredjedel af turen – en eskorte af F-4 Phantom II-jagerfly.

## Redningsaktionen
Efter 7 timer og 40 minutter i luften kunne flyene lande uden hjælp fra landstyrker og med rampen åben. Den sorte Mercedes kørte i følgeskab af flere Land Rovers med elitesoldater mod terminalbygningen. Dette skulle ligne Idi Amin eller en anden højtstående embedsmand med følge og fjerne mistanke fra militante. På vej blev de dog mødt af to ugandiske vagter, som vidste, at Idi Amin fornylig havde skiftet til en hvid Mercedes og beordrede bilerne til at stoppe. Vagterne blev nedkæmpet, og af frygt for at de militante havde opdaget noget, blev farten sat op.
De kun 29 elitesoldater stormede ved ankomsten lufthavnsbygningen, og gidslerne blev med hebraiske ordrer kommanderet ned på gulvet, og efter en kort, men heftig og blodig ildkamp lykkedes det elitesoldaterne at nedkæmpe samtlige syv militante. Gidslerne blev transporteret tilbage til flyet, men her begyndte ugandiske soldater at åbne ild og dræbte to gidsler. Elitesoldaterne besvarede ilden og nedkæmpede de ugandiske soldater uden egne tab.
Kun én af de israelske soldater måtte lade livet, netop elitetroppernes chef, Yonatan Netanyahu, som, mens han eskorterede gidslerne ud mod det ventende fly, blev dræbt formodentlig af en ugandisk soldat, der stadig befandt sig i Entebbe-lufthavnens operationsrum. Yderligere døde en engelsk statsborger, Mrs. Dora Bloch, som inden aktionen af uganderne var blevet kørt til Kampalas sygehus. Det hævdes, at Idi Amin efterfølgende beordrede hende henrettet.
Klokken 23.59 lettede det sidste israelske fly fra Entebbe-lufthavnen og satte kursen hjem mod Tel Aviv efter en mellemlanding i Kenyas hovedstad Nairobi for optankning m.m. Operation var planlagt at skulle vare 60 minutter og blev afsluttet på 59 minutter. Otte timer efter en mellemlanding i Kenyas hovedstads Nairobi lufthavn landede alle fly og gidsler i Israel til en stormende velkomst.